# 斯蒂爾鎮區 (阿肯色州康韋縣)
斯蒂爾鎮區（英語：Steele Township）是位於美國阿肯色州康韋縣的一個行政鎮區。

## 地方資料
斯蒂爾鎮區的面積為46.54平方千米，當中陸地面積為46.49平方千米，而水域面積為0.05平方千米。根據2010年美國人口普查的數據，當地共有人口439人，而人口密度為每平方千米9.43人。